# Електропаровоз

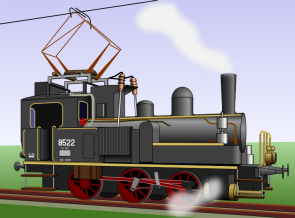
Малюнок електропаровоза SBB E 3/3

Електропаровоз — паровоз, модифікований для нагрівання води від контактної електромережі з використанням резисторів (ТЕНів). Застосовувався в період Другої світової війни в Швейцарії.
Необхідність використання настільки екзотичної конструкції була викликана обмеженим доступом до вугілля у зв'язку з війною. З іншого боку, розвинена мережа електрифікованих залізниць і доступність електрики, яка вироблялася гідроелектростанціями, створили умови для переведення паровозів на використання електричного живлення.

## Технічні характеристики
Швейцарські триосьові електропаровози мали такі технічні характеристики:
- Робоча напруга — 15 кВ
- Частота — 16,6 Гц
- Сумарна споживана потужність генеруючих теплотермоелементів — 480 кВт